# Devrek
Devrek ist eine Stadt und Hauptort des gleichnamigen Landkreises der türkischen Provinz Zonguldak in der Schwarzmeerregion. Die Stadt hieß früher Hamidiye und wurde nach Gründung der heutigen Türkei in Devrek umbenannt. Bereits 1892 erhielt der Ort den Status einer Belediye (Gemeinde).

## Geographie

### Lage
Der größte Landkreis der Provinz Zonguldak belegt etwa 28,5 % der Kreisfläche. Er liegt im westlichen Teil des Pontischen Gebirges. Der Kreis grenzt im Westen an die Kreise Alaplı und Ereğli, im Norden an den zentralen Landkreis (Merkez) der Provinzhauptstadt, im Nordosten an die Kreise Yenice (Provinz Karabük) und Gökçebey sowie im Süden an den Kreis Mengen (Provinz Bolu).
Im Landkreis befinden sich zwei Ebenen, die sich um die Städte Devrek (Devrek Yaylası) und Eğerci (Aksu Yaylası) erstrecken, wovon das letztere das größere ist. Sie liegen etwa 100 Meter über NN. Um diese Täler konzentrieren sich hohe Berge, etwa im Süden der Göl Dağı, im Westen der Baba Dağı, im Südosten der Akçasu und die Yenice-Berge. Der höchste Berg ist der Dorukhan mit 925 Meter im Südwesten.
Im Landkreis fließen zahlreiche Bäche, die mehrheitlich den gleichnamigen Fluss speisen, der die Stadt Devrek durchquert. Dieser entspringt in der Nähe von Abant als Abant Çayı und bekommt erst bei Yeniçağ (im Landkreis Mengen der Provinz Bolu), nach Eingliederung weiterer Bäche den Namen Devrek Çayı. Westlich von Gökçebey mündet der Fluss in den Filyos Çayı, welcher 50 km weiter nördlich das Schwarze Meer erreicht.

### Vegetation
Der Landkreis Devrek ist zu ca. 70 Prozent mit Wald bedeckt und gehört damit zu den waldreichsten Landkreisen der Türkei. Die vorherrschenden Baumarten sind Kiefer und Eiche, nennenswert sind auch Tannen und Buchen, außerdem finden sich Ulmen, Birken und wenige Linden. Kastanien und Pappeln werden in den Gärten der Bauern angepflanzt.

### Klima
Devrek befindet sich im warm-gemäßigten Klimaraum, die Temperaturen im Sommer betragen 20 bis 26 °C, im Winter sinken sie auf durchschnittlich 3 bis 7 °C. Niederschläge kommen hauptsächlich im Herbst und Winter vor, jedoch kommt es in allen Jahreszeiten zu Niederschlägen (Jahresdurchschnitt 1600–1800 mm).

### Statistisches
Zum Landkreis gehört neben der Kreisstadt (Merkez) mit Çaydeğirmeni (7393 Einw.) eine weitere Belediye. Den Kreis komplettieren 83 Dörfer (Köy) mit durchschnittlich 279 Bewohnern je Dorf. Die Skala der Einwohnerzahlen reicht von 712 (Eğerci) herunter bis auf 81, Kozlugüney ist zugleich das kleinste Dorf in der Provinz. 39 Dörfer haben mehr als Einwohner als der Durchschnitt (=279). Der Landkreis hat die niedrigste Bevölkerungsdichte (60,0 Einw. je km²) der Provinz – etwas mehr als ein Drittel des Provinzwertes. Der städtische Bevölkerungsanteil beträgt 59,5 Prozent.

## Geschichte
In diesem Gebiet lebten verschiedene Zivilisationen, aber die Stadt wurde von den Seldschuken gegründet. Das älteste Volk waren in diesem Gebiet die Hethiter. Von dieser Zivilisation sind viele Relikte und Ruinen erhalten.

### Zeittafel
- 800 v. Chr.: herrschten die Phryger über das Gebiet
- 331 v. Chr.: von Alexander dem Großen unter Kontrolle genommen.
- 280 v. Chr.: Annexion durch das Königreich Pontos
- 130 v. Chr.: Unter der Kontrolle des Römischen Reiches

- 395: Nach der Teilung des römischen Reiches wurde das Gebiet Teil des Byzantinischen Reiches. Der Name dieses Gebietes war danach Bithynien
- 1064: Nach Eroberung der Gegend um Bolu und Ereğli von den Seldschuken ging das Gebiet in die Hände der Türken über. Nach einer Volksüberlieferung hatte Alp Arslan (1063–1072) ein Hauptquartier im Dorf Alparslan errichtet, wo er gegen das byzantinische Reich gekämpft hatte.
- 1084: Nach langen Auseinandersetzungen zwischen Byzantinern und Seldschuken wurden unter der Führung von Emir Karatekin die Gebiete Ulus, Bartın und Devrek unter seldschukische Herrschaft genommen. Die türkische Kontrolle über das Gebiet hielt nicht lange an, so dass wegen Verwaltungsdifferenzen zwischen den Großseldschuken und anatolischen Seldschuken (Rum-Seldschuken) in der Zeit der Kreuzzüge Zonguldak mit seinen Gebieten wieder an die Byzantiner fiel.
- 1326: Gebiete von Bolu und Ereğli wurde durch den Befehl des ersten Sultans des osmanischen Reiches (Osman I.) durch seinen Waffenbruder Korunalp unter türkische Verwaltung genommen.
- 1335: Gebiete von Devrek, Eflani, Bartın, Safranbolu, Ulus und Karabük kamen unter die Herrschaft des Beyliks der Candaroğulları.
- 1392: Wegen Thronstreitigkeiten im Fürstentum der Candaroğulları nutzte der osmanische Sultan die Gelegenheit, diese Gebiete ins osmanische Reich zu integrieren. In der Zeit Sultan Yıldırıms Bayezid I. kam die Gegend komplett unter osmanische Administration.
- 1402: Nach dem Einfall von Timur in Anatolien erklärte das Fürstentum der Candaroğulları zum zweiten Mal seine Unabhängigkeit.
- 1461: Das Fürstentum Candaroğulları wurde durch den Eroberer Mehmed II. aufgehoben und die Gebiete endgültig ans osmanische Reich angeschlossen.
- 1831: Aufgrund der Neustrukturierung des Landes gehörten Devrek und seine Gebiete dem Sancak Kastamonu an.
- 1877: Wegen der Entwicklung der Steinkohle in Zonguldak ging Devrek (Hamidiye) an das Sancak Bolu über und erhielt 1892 den Status einer Stadt.
- 14. Mai 1920: Die Bezirke Bartin, Devrek (Hamidiye) und Ereğli wechselten in die Provinz Zonguldak.

## Wirtschaft und Infrastruktur

### Wirtschaft
Die Wirtschaft des Landkreises ist unbedeutend. In der staatlichen Wirtschaftstabelle der Städte befindet Devrek sich auf dem 335. Platz, mit sinkender Tendenz. Daher kam es mehrfach zu Auswanderungswellen ins Ausland, hauptsächlich nach Deutschland und in andere EU-Staaten. Die Zahl wird auf etwa 30.000 Menschen geschätzt. Heute leisten sie den nahen Verwandten finanzielle Hilfe und haben sich in Deutschland gefestigt. Ab den 90er Jahren kam es zur zweiten Auswanderungswelle hauptsächlich junger Menschen in die großen Industrie-Städte Istanbul, Ankara und Bursa, die anhält.
Landwirtschaft wird kaum noch betrieben. Die Dorfbewohner bewirtschaften ihr Ackerland für den Eigenbedarf.
In vielen Dörfern werden Haselnuss-, Kastanien- und Walnussbäume angebaut. Die Stadtbewohner sind meistens im Dienstleistungssektor beschäftigt, viele betreiben kleine Ladengeschäfte.
Die Zahl der Bergleute in Devrek, die in den Gruben Zonguldaks beschäftigt sind, nimmt rapide ab.
Die Forstwirtschaft ist ein bedeutender Faktor und in staatlicher Hand.
Die staatlich geschützten Wälder werden allerdings auch illegal abgeholzt, da die Strafen hierfür nicht erheblich sind.
Im Landkreis befinden sich einige kleine Fabriken, die sich um die Stadt Devrek konzentrieren.
- Atılım Orman Ürünleri (Forstwirtschaft)
- Ayanoğlu A.S. (Schneckenfleisch-Verarbeitung, hauptsächlich Export)
- Başoğlu A.S. (Schreinerei und Goodyear-Reifenherstellung)
- Cilas Kauçuk (Kautschuk-Verarbeitung)
- Devmer A.S. (Marmor-Verarbeitung, jährlich 40.000 m³)
- Devlas A.S. (Kautschuk-Verarbeitung)
- Devrektaş A.S. (Forstwirtschaft)
- Mücitsan A.S. (Nägel- und Drahtherstellung)
- Pınartaş A.S. (Kalkgewinnung)

### Bildung
Der Kreis besitzt staatliche Schulen vom Kindergarten bis zur Oberschule. Außerdem sind zahlreiche Koran-Schulen für Mädchen und Jungen vorhanden, welche von islamischen Vereinigungen finanziert werden, wie z. B. die Süleymancı oder Millî Görüş. Es gibt eine islamische İmam-Hatip-Schule, die als Internat fungiert.

### Verkehr
Von Devrek aus führen asphaltierte Straßen nach Ereğli, Gökçebey, Eğerci, Çaycuma (weiter nach Bartın), Zonguldak und Mengen (D 750, weiter nach Istanbul und Ankara).
Devrek besitzt zwei Bus-Terminale, eins für Dolmuş und eins für Busse, die in alle Städte der Türkei verkehren.

## Sehenswürdigkeiten und Soziales
In der Stadt befinden sich einige alte Häuser aus dem 18. Jahrhundert, die aber in schlechtem Zustand und nicht geschützt sind.
Wassermühlen sind etwa 7 km entfernt (Karasu), aber nicht aktiv.
Devrek ist berühmt für den Devrek Bastonu, einen holzgeschnitzten Spazierstock. In der 3. Juli-Woche wird seit 1984 das Baston-Festival veranstaltet. Außerdem sind die Simit (Sesamringe) von Devrek berühmt.
Bostandüzü ist ein Picknick- und Campingplatz in unmittelbarer Nähe (4 km).
In der Stadt gibt es eine Mesut Özil Caddesi (Mesut-Özil-Straße), welche nach dem deutschen Fußballspieler Mesut Özil benannt ist, dessen Großeltern und Vater aus dem Ort stammen.

### Sport
Jedes Jahr wird ein regionaler Wettkampf im Ringen (Yağlı Güreş) veranstaltet. Es gibt eine Sporthalle und 3 Freiluft-Fußballplätze mit Kunstrasen.

## Politik
Nach den Wahlen im Jahre 2002 kam die AKP an die Macht und stellt Özcan Ulupınar als Bürgermeister. Nach den Parlamentswahlen vom 12. Juni 2011 wurde Öczan Ulupınar ins Türkische Parlament gewählt. Zuvor trat er als Bürgermeister in Devrek zurück. Vorübergehender Bürgermeister ist nun Mustafa Semerci.

## Söhne und Töchter der Stadt
- Işık Koşaner (* 1945), Generalstabsoffizier